# Klasea
Klasea — рід квіткових рослин з родини айстрових. Рід містить 55 видів, які ростуть у Північній Африці та Євразії.

## Klaseaв Україні
В Україні ростуть: 
- Klasea cardunculus (syn. Centaurea cardunculus, Serratula cardunculus) на солонцях — у Степу (Дніпропетровська обл., Запорізька обл.), дуже рідко.
- Klasea erucifolia (syn. Centaurea erucifolia, Serratula erucifolia) на степових схилах, кам'янистих відслоненнях — на крайньому півдні Лісостепу, в Степу і Криму.
- Klasea lycopifolia (syn. Carduus lycopifolius, Serratula lycopifolia) на узліссях лісів, галявинах, суходільних луках, степових схилах, серед чагарників — у Лісостепу і пн. ч. Степу, нерідко.
- Klasea radiata (syn. Carduus radiatus, Serratula radiata) на степових схилах, серед світлих чагарників — у південній частині Лісостепу і в Степу до Криму включно, нечасто.

## Етимологія
Рід названо на честь Ларса Магнуса Класе (Lars Magnus Klase, 1722–1766), шведського лікаря, учня Ліннея.

## Морфологічна характеристика
Це багаторічні трави. Листки перистодольчасті, перисторозділені чи перисторозсічені, рідко неподільні, жорсткі чи м'які, край цільний чи зубчастий. Квіткова голова одна чи багато у волоті, рідко компактно щиткоподібна, поодинока на кінці стебла і гілок. Обгортки кулясті, яйцеподібні, півкулясті чи чашоподібні. Листочки обгортки перекриваються, жорсткі; середні — з гострою чи загостреною верхівкою і часто з верхівковим шипиком; внутрішні — найдовші, сосочково-запушені на верхівці. Квіточки двостатеві. Віночок від пурпурного до рожевого, рідше майже білий; трубка 1/3–1/2 довжиною віночка. Сім'янка гола. Елементи папусу одного типу, в кілька рядів, від білих до жовтувато-коричневих, усі ± однакової довжини або зовнішні коротші.

## Види
1. Klasea algarbiensis (Cantó) Cantó
2. Klasea aphyllopoda  (Iljin) Holub
3. Klasea aznavouriana  (Bornm.) Greuter & Wagenitz
4. Klasea boetica  (Boiss. ex DC.) Holub
5. Klasea bornmuelleri  (Azn.) Greuter & Wagenitz
6. Klasea bulgarica  (Acht. & Stoj.) Holub
7. Klasea calcarea  (Mozaff.) Ranjbar & Negaresh
8. Klasea cardunculus  (Pall.) Holub
9. Klasea centauroides  (L.) Cass. ex Kitag.
10. Klasea cerinthifolia  (Sm.) Greuter & Wagenitz
11. Klasea chartacea  (C.Winkl.) L.Martins
12. Klasea coriacea  (Fisch. & C.A.Mey. ex DC.) Holub
13. Klasea cretica  (Turrill) Holub
14. Klasea dissecta  (Ledeb.) L.Martins
15. Klasea erucifolia  (L.) Greuter & Wagenitz
16. Klasea flavescens  (L.) Holub
17. Klasea gracillima  (Rech.f.) L.Martins
18. Klasea grandifolia  (P.H.Davis) Greuter & Wagenitz
19. Klasea hakkiarica  (P.H.Davis) Greuter & Wagenitz
20. Klasea hastifolia  (Korovin & Kult. ex Iljin) L.Martins
21. Klasea haussknechtii  (Boiss.) Holub
22. Klasea integrifolia  (Vahl) Greuter
23. Klasea khorasanica  Ranjbar, Negaresh & Joharchi
24. Klasea khuzistanica  (Mozaff.) Mozaff. ex Hidalgo
25. Klasea kotschyi  (Boiss.) Greuter & Wagenitz
26. Klasea kurdica  (Post) Greuter & Wagenitz
27. Klasea lasiocephala  (Bornm.) Greuter & Wagenitz
28. Klasea latifolia  (Boiss.) L.Martins
29. Klasea legionensis  (Lacaita) Holub
30. Klasea leptoclada  (Bornm. & Sint.) L.Martins
31. Klasea litwinowii  (Iljin) Ranjbar & Negaresh
32. Klasea lycopifolia  (Vill.) Á.Löve & D.Löve
33. Klasea lyratifolia  (Schrenk) L.Martins
34. Klasea marginata  (Tausch) Kitag.
35. Klasea melanocheila  (Boiss. & Hausskn.) Holub
36. Klasea moreana  Greuter
37. Klasea mouterdei (Arènes) Greuter & Wagenitz
38. Klasea nana  Ranjbar & Negaresh
39. Klasea nudicaulis  (L.) Fourr.
40. Klasea oligocephala  (DC.) Greuter & Wagenitz
41. Klasea pallida  (DC.) Holub
42. Klasea paradoxa  (Mozaff.) Ranjbar & Negaresh
43. Klasea pinnatifida  (Cav.) Talavera
44. Klasea procumbens  (Regel) Holub
45. Klasea pusilla  (Labill.) Greuter & Wagenitz
46. Klasea quinquefolia  (Willd.) Greuter & Wagenitz
47. Klasea radiata  (Waldst. & Kit.) Á.Löve & D.Löve
48. Klasea sanandajensis  Ranjbar & Negaresh
49. Klasea serratuloides  (Fisch. & C.A.Mey. ex DC.) Greuter & Wagenitz
50. Klasea sogdiana  (Bunge) L.Martins
51. Klasea suffruticulosa  (Schrenk) L.Martins
52. Klasea suffulta  (Rech.f.) L.Martins
53. Klasea turkica  Yild.
54. Klasea viciifolia  (Boiss. & Hausskn.) L.Martins
55. Klasea yunus-emrei  B.Dogan, Ocak & A.Duran